# Sigfridus Rotgeri
Sigfridus Rotgeri (Sigfrid Rutgersson), död 1354, var en svensk biskop.
Sigfridus Rotgeri blev dekan i Uppsala 1329 och innehade även kanonikat i Västerås och Strängnäs. På 1330- och 1340-talen vistades han vid flera tillfällen vid kurian i Avignon. 1344 blev han till och med påvlig kaplan och var möjligen vid denna tid svenske kungens ombud hos påven. Sigfridus Rotgeri stod ärkebiskop Hemming Nilsson nära och valdes efter dennes död 1351 av ärkestiftets präster till hans efterträdare men måste trots sina ivriga ansträngningar att få valet godkänt träda tillbaka för den av påven och Magnus Eriksson designerade Peter Torkelsson. Sigfridus Rotgeri blev i stället 1352 biskop i Skara men tycks aldrig ha funnit sig väl tillrätta där under sin korta tid som biskop. Han var temperamentsfull och var en tid invecklad i en het strid med biskop Egislus Birgeri i Västerås. I biskopskrönikan bär Sigfridus Rotgeri smädenamnet "Smichinus".